# (84) Clio
Pour les articles homonymes, voir Clio.
(84) Clio est un astéroïde de la ceinture principale découvert par Robert Luther le 25 août 1865.

## Compléments